# Devils Brigade
Devils Brigade est un groupe de punk rock américain. Il s'agit d'un projet parallèle à Rancid, formé par le bassiste Matt Freeman en 2000. Devils Brigade est un mélange de punk rock et de psychobilly, accentué par le jeu de contrebasse de Matt Freeman. Il fait appel à ses acolytes de Rancid pour plusieurs singles en 2003 et en 2005. Matt Freeman a depuis recruté DJ Bonebrake pour jouer les parties rythmiques de son album éponyme Devils brigade sorti en 2010.

## Biographie
Devils Brigade est formé en 2000 par Matt Freeman comme projet parallèle à Rancid, lorsque lui et Tim Armstrong commençaient à écrire de nouvelles chansons en tournée pour Rancid,. Freeman joue de la basse et fait les chœurs au sein de Rancid, tans qu'il s'occupe du chant et de la contrebasse au sein de Devils Brigade incorporant des éléments de psychobilly dans son répertoire punk rock,. Devils Brigade commence avec la chanson Vampire Girl, publiée dans la compilation Give 'Em the Boot III, en 200 sur le label Hellcat Records d'Armstrong. Freeman est rejoint par Armstrong à la guitare, et leur compagnon de Rancid, Brett Reed, à la batterie pour les trois singles Stalingrad / Psychos All Around Me (2003) et Vampire Girl (2005),.
Après la tournée de Rancid pour l'album Let the Dominoes Fall, Freeman réunit Devils Brigade pour un nouvel album. Il devait à la base être un album-concept racontant une histoire sur la construction du Golden Gate Bridge, intitulé Half Way to Hell Club,,. Six des douze chansons de l'album parleront de ce concept. L'album est enregistré au début de 2010 avec Armstrong à la guitare et le batteur DJ Bonebrake des groupes X et The Knitters,,,.

## Membres

### Membres actuels
- Matt Freeman – contrebasse, guitare électrique, chant (depuis 2000)
- Tim Armstrong – guitare (depuis 2000)
- DJ Bonebrake – batterie, percussions (depuis 2010)

### Ancien membre
- Brett Reed – batterie (2000–2005)

## Discographie
- 2003 : Stalingrad / Psychos All Around Me (single)
- 2005 : Vampire Girl (single)
- 2010 : Devils Brigade